# Jessy Pi
Jessy Pi (Manosque, 24 september 1993) is een Frans voetballer die bij voorkeur als defensieve middenvelder speelt. Hij stroomde in 2013 door vanuit de jeugd van AS Monaco.

## Clubcarrière
Pi komt uit de jeugdopleiding van AS Monaco. Hij debuteerde op 1 september 2013 onder Claudio Ranieri in de Ligue 1 tegen Olympique Marseille. Hij viel na negen minuten in voor de geblesseerde Jérémy Toulalan. Hij zag zijn team met 1-2 winnen in het Stade Vélodrome na doelpunten van Radamel Falcao en Emmanuel Rivière.
1 Bouallak ·
2 Palmer-Brown ·
3 Koné ·
4 Biancone ·
5 Dingomé ·
6 Kouamé ·
7 Touzghar ·
9 Suk ·
10 Tardieu ·
11 Rodrigues ·
12 Conté ·
13 Ugbo ·
14 Chambost ·
15 Azamoum ·
16 Renot ·
17 Salmier ·
18 Ilić ·
19 El Hajjam ·
20 Ripart ·
22 Larouci ·
23 Rami  ·
24 Chavalerin ·
25 Baldé ·
26 Mothiba ·
27 Domingues ·
28 Chadli ·
29 Kaboré ·
30 Gallon ·
31 Metinho ·
40 Moulin ·
Coach: Irles